# Hilliella sinuata
Hilliella sinuata là một loài thực vật có hoa trong họ Cải. Loài này được (K.C.Kuan) Y.H.Zhang & H.W.Li mô tả khoa học đầu tiên năm 1986.